# Гримальська Тамара Миколаївна
Тама́ра Микола́ївна Грима́льська (Стратіє́нко) (нар. 23 вересня 1946 у Катюжанка Київської області) — дикторка-ведуча програм українського телебачення. Народна артистка Української РСР (1983). Академік Телевізійної академії України, професорка Національного педагогічного університету імені М. Драгоманова.

## Короткий життєпис
У 1968 році закінчила Київський інститут театрального мистецтва.
З цього ж часу працює дикторкою Українського телебачення.
Ведуча программ: «Сонячні кларнети», «Майстри гумору», «І тільки музика», «Зичимо щастя»; радіопрограм «Загадки мови», «Цікаве мовознавство», «Малі таємниці великого світу», «Від суботи до суботи», «А ми до вас в ранковий час» творчого об'єднання громадсько-політичних програм Національної телекомпанії України.
З 1995 року працює професором кафедри методики викладання української мови Національного педагогічного університету імені М.Драгоманова.

## Почесне звання
- Народна артистка Української РСР (1983)

## Нагороди
- Орден княгині Ольги III ступеня (2006)